# Brøns Sogn
Brøns Sogn er et sogn i Tønder Provsti (Ribe Stift).
Brøns Sogn hørte til Hviding Herred i Tønder Amt. Brøns sognekommune blev ved kommunalreformen i 1970 indlemmet i Skærbæk Kommune, der ved strukturreformen i 2007 indgik i Tønder Kommune.
I Brøns Sogn ligger Brøns Kirke. Sognet hørte indtil 2007 til Tørninglen Provsti, og kirken har det karakteristiske Tørninglen-spir, der er rejst over 4 trekantgavle.
I sognet findes følgende autoriserede stednavne:
- Astrup (bebyggelse, ejerlav)
- Brøns (bebyggelse, ejerlav)
- Brøns Å (vandareal)
- Havervad (bebyggelse, ejerlav)
- Normsted (bebyggelse)
- Søndernæs (bebyggelse)
- Vester Åbølling (bebyggelse)

## Afstemningsresultat
Folkeafstemningen ved Genforeningen i 1920 gav i Brøns Sogn 511 stemmer for Danmark, 28 for Tyskland. Af vælgerne var 94 tilrejst fra Danmark, 22 fra Tyskland.